# Le Jour du jugement (film, 1971)
Pour les articles homonymes, voir Le Jour du jugement.
Pour plus de détails, voir Fiche technique et Distribution.
Le Jour du jugement (en italien : Il giorno del giudizio) est un western spaghetti réalisé par Mario Gariazzo sous le pseudonyme de Robert Paget, sorti en 1971.

## Synopsis
Clay Hardin, adjoint du shérif d'une petite ville, s'apprête à rendre son badge lorsque son chef est froidement assassiné par Ben Thompson, un ex-détenu. Malgré les craintes de sa fiancée, Clay décide de se lancer à la poursuite du tueur et de ses complices. En cours de route, il se porte au secours d'Abbey, une serveuse de saloon prisonnière des Indiens. Le duo rencontre ensuite Reb Carlton, un chasseur de primes qui est, lui aussi, sur les traces de Thompson...

## Fiche technique
- Titre : Le Jour du jugement
- Titre original : Il giorno del giudizio
- Réalisation : Mario Gariazzo
- Scénario : Mario Gariazzo
- Production : Mario Gariazzo
- Musique : Ennio Morricone, Claudio Tallino
- Photographie : Alvaro Lanzoni
- Pays d'origine :  Italie
- Langue : italien
- Format : Couleur
- Aspect Ratio : 2.35 : 1
- Son : Mono
- Classification : Allemagne : 18 / Norvège : (banni 1972-2003)
- Genre : Western
- Durée : Allemagne : 75 min (DVD) / Italie : 99 min
- Dates de sortie : 
  - Italie : 9 septembre 1971
  - France : 13 décembre 1972

## Distribution
- Ty Hardin : l'étranger
- Craig Hill : O'Connor
- Gordon Mitchell : adjoint du shérif
- Rossano Brazzi : shérif
- Edda Di Benedetto : Prairie Flower (fleur de prairie)
- Rosalba Neri : Rising Sun (soleil levant)
- Pinuccio Ardia : Mr. Higgins
- Jenny Atkins, Renata Black : filles du cirque
- Raf Baldassarre : Jason
- Stelio Candelli : adjoint Miller
- Giuseppe Castellano : Jenkins
- Giovanni Cianfriglia : Blackie (alias Ken Wood)
- Bruno Corazzari : Bill
- Guido Lollobrigida : Steve (alias Lee Burton)
- William Mayor : John Mason
- Vittorio Moroni : Frank
- Patricia Patterson, Marilyn Rubin : danseuses
- Umberto Raho : maire